# Доренский, Сергей Леонидович
Серге́й Леони́дович Доре́нский (3 декабря 1931, Москва — 26 февраля 2020, Москва) — советский и российский пианист, музыкальный педагог. Народный артист РСФСР (1988). Профессор Московской государственной консерватории имени П. И. Чайковского.

## Биография
В 1940—1950 годах обучался в Центральной музыкальной школе у Г. Р. Гинзбурга, в 1955 году с отличием окончил его же класс в Московской государственной консерватории имени П. И. Чайковского, в 1957 году — аспирантуру консерватории. Лауреат V Всемирного фестиваля молодежи и студентов в Варшаве (1955, I премия и золотая медаль), Международного конкурса пианистов в Рио-де-Жанейро (1957, II премия).
С 1957 года начал педагогическую деятельность в Московской консерватории, с 1979 года — профессор. В 1978 году был избран деканом фортепианного факультета и с тех пор работал в этой должности почти 20 лет, совмещая её с заведованием кафедрой специального фортепиано (1994—1997). В 2007 году вновь возглавил кафедру специального фортепиано. Среди учеников Доренского — лауреаты многих международных конкурсов: Ивари Илья, Николай Луганский, Денис Мацуев, Вадим Руденко, Павел Нерсесьян, Александр Штаркман, Станислав Бунин, Ольга Керн, Фёдор Амиров, Андрей Писарев, Владимир Румянцев, Екатерина Мечетина, Елена Тарасова, Филипп Копачевский, Николай Кузнецов, Максим Кинасов и другие. По словам Луганского,

Он никогда не воплощал себя в учениках. Его задача — помочь самому ученику раскрыть себя, а не тот образ, который звучит у самого Доренского. Никогда в жизни он не пытался переделать мой внутренний мир. Я ему за это очень благодарен.

Почётный профессор Уфимской государственной академии искусств (2003). Действительный член (академик) Российской академии творчества.
Умер 26 февраля 2020 г. 28 февраля состоялось прощание в фойе Московской государственной консерватории и отпевание в храме Большое Вознесение у Никитских ворот; затем пианист был похоронен на Введенском кладбище (22 уч.).

## Награды
- Орден «За заслуги перед Отечеством» III степени (29.12.2011) — за большой вклад в развитие отечественного музыкального искусства, многолетнюю творческую и педагогическую деятельность[4][5].
- Орден «За заслуги перед Отечеством» IV степени (10.12.2007) — за большой вклад в развитие отечественной музыкальной культуры, многолетнюю педагогическую и творческую деятельность[6][7].
- Орден Дружбы (25.08.1997) — за заслуги перед государством, большой вклад в укрепление дружбы и сотрудничества между народами, многолетнюю плодотворную деятельность в области культуры и искусства[8][9].
- Медаль «В память 850-летия Москвы» (1997).
- Орден Восходящего солнца III степени (3.11.2015) — за вклад в развитие музыкальной культуры Японии и дружбы между Японией и Россией[10].
- Заслуженный артист РСФСР (14.10.1966) — за большие заслуги в подготовке высококвалифицированных музыкальных кадров и в связи со 100-летием Московской государственной консерватории имени П. И. Чайковского.
- Народный артист РСФСР (25.03.1988) — за заслуги в развитии советского музыкального искусства.
- Заслуженный деятель культуры Польши.
- Заслуженный деятель культуры Республики Казахстан (2014).

## Дискография

#### Сольные альбомы
- 1974 — «Ф. Шопен: Мазурки (Сергей Доренский, фортепиано)» («Мелодия» С10 05399-400)
- 1982 — «Рапсодия в стиле джаз» («Мелодия» MEL LP 0025)